# Неофит Кодзаманис
Неофит (на гръцки: Νεόφυτος) е православен духовник, епископ на Вселенската патриаршия.

## Биография
Роден е в 1823 година в Алацата със светската фамилия Кодзаманис (Κοτζαμάνης) или Кодзаманидис (Κοτζαμανίδης). Служи като протосингел на Босненската митрополия. На 31 май 1858 година е ръкоположен за титулярен кратовски епископ, викарий на босненския митрополит. През последните години от живота си е игумен на манастира „Света Анастасия“ на едноименния остров в Созополската епархия.
Умира в Цариград на 18 декември 1880 година.